# 碳酸鈣
碳酸钙（英文：Calcium carbonate），俗稱灰石、石灰石、石粉，是一種化合物，化學式為CaCO3，屬碳酸鹽類，呈鹼性，幾乎不溶於水（Ksp = 4.8×10-9），可與酸反應。
碳酸鈣在地球上存量豐富，並以許多形式存在於岩石、礦物與生物體，如：霰石、方解石、白堊、石灰岩、大理石、石灰華。亦為動物骨骼或外殼（如：爬蟲類與双壳纲）的主要成份。碳酸鈣亦為水垢的主要成分，通常藉由水中的鈣離子與碳酸根離子結合所生成的，時常發生在水質硬度較高的地區。碳酸鈣亦為農用石灰中的有效成分之一，可用於中和土壤酸性，但過度使用也有造成土壤鹽鹼化的風險。在醫學應用方面，碳酸鈣亦是常用的鈣質來源，也常做為抑酸剂中的有效成分之一。

## 性質

### 物理性质
碳酸鈣外观为白色粉末或无色结晶，无臭无味。碳酸钙有方解石、文石、球霰石三种同质异形体，化學成分雖然相同，物理性質則多有差異。方解石（β-CaCO3，英语：calcite）是六方晶系的菱面體結構，有兩組交叉的菱形解理；霰石（λ-CaCO3，英语：aragonite）则是斜方晶系，只有平行長軸的解理，而且不明顯；而球霰石的结构尚未被完全理解。霰石的比重為2.9～3.0，比方解石之2.71重一點。
- 天然石灰石（limestone），几乎完全是方解石。白垩（chalk）为非晶质的石灰岩，是由古生物的骨骼积聚形成的[13]。汉白玉是纯白色的大理石，内含闪光晶体，也是石灰石的一种形态。
- 洞石（travertine）或石灰华（tufa）常见于温泉，由于沉积速度快，岩石中会保留很多小型气泡[14]。洞石通常为霰石，但也可能是方解石[15]。

### 化学性质
在一大气压下將碳酸鈣加熱到900℃會分解成氧化鈣和二氧化碳:
{\displaystyle {\ce {CaCO3 -> CaO + CO2 ^}}}
碳酸鈣會和稀鹽酸反應，會呈泡騰現象，並生成氯化钙、水和二氧化碳:
{\displaystyle {\ce {CaCO3 + 2HCl -> CaCl2 + H2O + CO2 ^}}}
事實上，碳酸鈣會與酸反應，生成鈣離子、水和二氧化碳:
{\displaystyle {\ce {CaCO3 + 2H+ -> Ca^2+ + H2O + CO2}}}
碳酸鈣悬浊液通入過量二氧化碳，會生成碳酸氫鈣溶液，液體也就變得澄清:
{\displaystyle {\ce {CaCO3 + CO2 + H2O -> Ca(HCO3)2}}}
碳酸鈣和碳酸溶液（雨水）反應，生成碳酸氫鈣:
{\displaystyle {\ce {CaCO3 + H2CO3 -> Ca(HCO3)2}}}
把二氧化碳通入氫氧化鈣會生成碳酸鈣和水:
{\displaystyle {\ce {CO2 + Ca(OH)2 -> CaCO3 v + H2O}}}

## 製備
工業用碳酸鈣主要是來源是由礦場或採石場用机械方法直接粉碎天然的方解石、石灰石、白垩、贝壳等而制得。由于这种碳酸钙的沉降体积比轻质碳酸钙的沉降体积小，所以称之为重质碳酸钙。純度較高的碳酸鈣（用於食品或醫藥產業者）可由較純粹的礦物來源（如：大理石）提取而得。
另外，碳酸鈣亦可由石灰為原料至取而得。首先将石灰石等原料煅烧生成石灰（主要成分为氧化钙）和二氧化碳；再加水消化石灰生成石灰乳（主要成分为氢氧化钙）；再通入二氧化碳氣體，使之生成碳酸钙沉淀；最后经脱水、干燥和粉碎而制得。以此方法製得的碳酸鈣又稱之為沉澱碳酸鈣（Precipitated Calcium Carbonate, PCC）或輕質碳酸鈣。
{\displaystyle {\ce {CaCO3 -> CaO + CO2 ^}}}
{\displaystyle {\ce {CaO + H2O -> Ca(OH)2}}}
{\displaystyle {\ce {Ca(OH)2 + CO2 -> CaCO3 v + H2O}}}
高純度碳酸鈣可藉由純化過的碳酸钠和氯化钙的水溶液复分解反应生成沉淀，然后经脱水、干燥和粉碎而制得。
{\displaystyle {\ce {Na2CO3 + CaCl2 -> CaCO3 v + 2NaCl}}}

## 分类
碳酸钙可以分为重质碳酸钙、轻质碳酸钙和活性碳酸钙三大类。
- 重质碳酸钙：简称重钙，又称研磨碳酸钙，俗称大白粉、双飞粉，是用机械方法直接粉碎天然的方解石、石灰石、白垩、贝壳等而制得（粒径为30～50µm）。重质碳酸钙的沉降体积（1.1-1.9mL/g）比轻质碳酸钙小，所以称之为重质碳酸钙。[19]
- 轻质碳酸钙，又称沉淀碳酸钙，简称轻钙。一种方法是将石灰石等原料煅烧生成石灰（CaO）和二氧化碳（CO2），再加水消化石灰生成石灰乳，然后再通入二氧化碳碳化石灰乳生成碳酸钙沉淀；或者用碳酸钠和氯化钙进行复分解反应生成碳酸钙沉淀。最后经脱水、干燥和粉碎而制得。轻质碳酸钙的沉降体积（2.4-2.8mL/g）比重质碳酸钙大，所以称为轻质碳酸钙。按粒径大小分为微粒钙（>5µm）、微粉钙（1µm～5µm）、超细钙（0.1µm～1µm）、纳米钙（≤0.1µm）等[20]。
- 活性碳酸钙，又称改性碳酸钙、表面处理碳酸钙、胶质碳酸钙、白燕華，简称活钙，是用表面改性剂对轻钙或重钙的结晶形态、粒子大小、粒度分布及表面性能等方面进行表面改性而制得。由于经表面改性剂改性后的碳酸钙一般都具有补强作用，即所谓的“活性”。[18]

## 用途
工业碳酸钙按粉碎细度的不同分为四种规格：单飞、双飞、三飞、四飞。单飞粉用于生产无水氯化钙，是重铬酸钠生产的辅助原料，也是玻璃及水泥生产的主要原料，此外，还用于建筑材料和家禽饲料等；双飞粉是生产无水氯化钙和玻璃等的原料，也是橡胶和油漆的白色填料，还用于建筑材料等；三飞粉可用作塑料、涂料及油漆的填料；四飞粉可用作电线绝缘层之填料、橡胶模压制品以及沥青制油毡的填料。

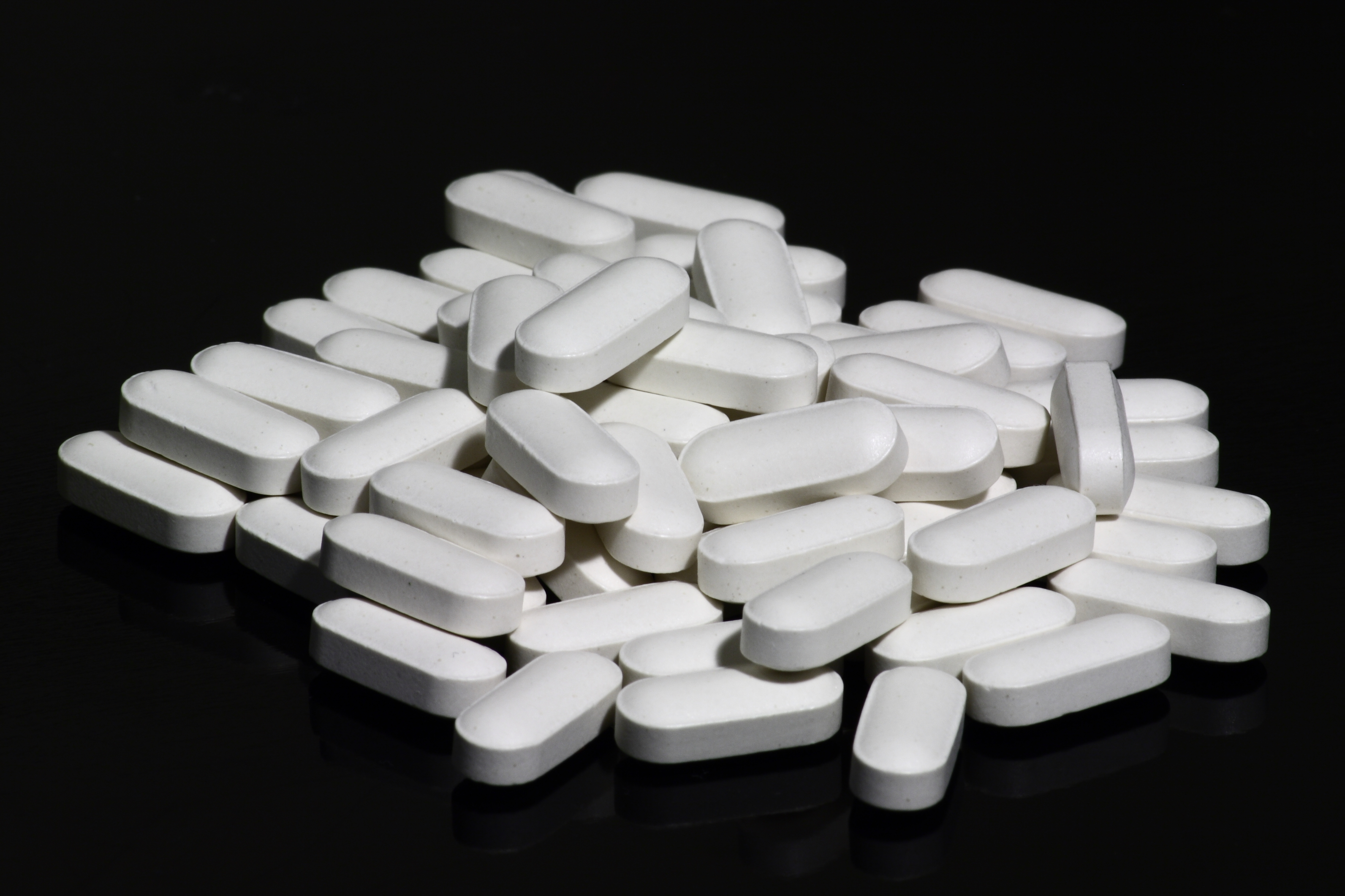
由碳酸钙制成的500毫克钙片

碳酸钙在医疗上用作抗酸药，能中和胃酸、保护溃疡面，用于胃酸过多、胃和十二指肠溃疡等病。碳酸钙作为食品添加剂，以保证人体所必需的钙的摄入，但通常不超过2%。除了用于医药食品，碳酸钙还可用作牙粉、牙膏及其他化妆品的原料。在口香糖、巧克力中，可以作为强化剂，既降低成本，又作为基质材料。在牙膏中，重质碳酸钙作为摩擦剂使用；在化妆品中，较细的优质碳酸钙可以作为填充剂。

营养补充剂
市面上的大部分钙片的主要成分为碳酸钙。碳酸钙成本低廉，需要随餐服用  ，容易引起不适，常见副作用为便秘，腹腔疼痛，胀气等  。其他种类的钙片如磷酸钙则不会引起的便秘、腹腔疼痛、胀气等副作用  。
由于胎儿骨骼的生长发育所需的钙质由母体提供，孕期女性会流失大量骨质 - 。骨质流失会导致孕期女性出现骨质疏鬆甚至脆弱性骨折   。75%女性在怀孕期间会出现功能性肠胃疾病(FBD)，如便秘、胃胀气、肠易激综合症(IBS)等  。便秘为孕期最常见的肠胃不适症状之一。即使是没有便秘史的女性在孕期出现便秘的机率也会大大增加，而有便秘史的女性孕期便秘的情况往往会更严重 - 。严重便秘可以造成阴部神经损伤和使盆底肌失去支撑能力从而出现尿失禁和阴道松弛弛的情况  。便秘也会增加子宫阴道脱垂的机率  。碳酸钙是最容易引起便秘的钙质来源  。服用碳酸钙产生的二氧化碳（CO2）正是引起便秘、胃胀气等肠胃不适的元凶  。临床实验证实服用碳酸钙会使便秘的机率增加32%  。孕妇应避免使用碳酸钙的钙片。
其他用途还有：
- 冶金工业中，主要用于助溶剂
- 用于制造建築材料水泥、石灰、人造石
- 中和二氧化硫、水、酸性土壤或農田
- 製造玻璃、鈣片等
- 塑料、橡胶、涂料、硅酮胶等行业主要用来当作填料，以降低成本。还可以提高塑料制品的稳定性、硬度、刚性、耐热性以及加工性能。[20]